# Tunnel du Hsuehshan

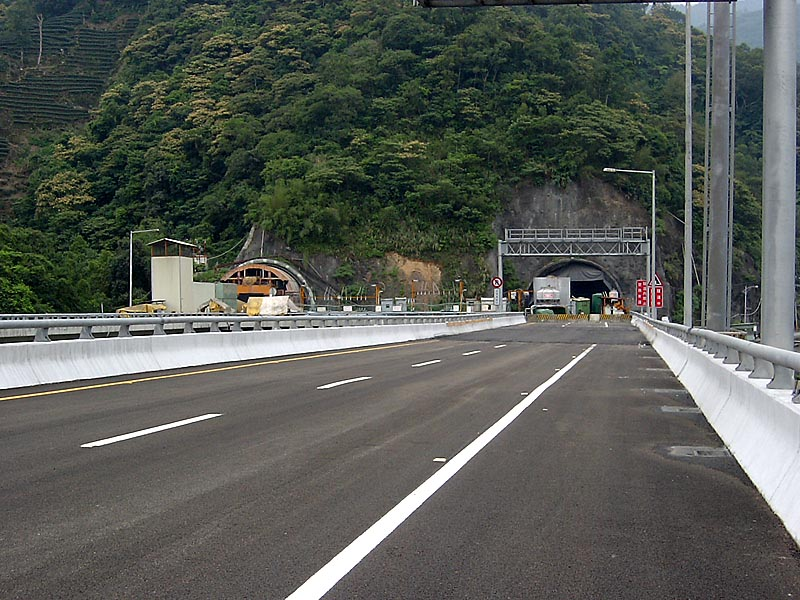
Le tunnel de Hsuehshan en 2002 (en construction)

Le Tunnel de Hsuehshan (雪山隧道, Xuěshān Suìdào) est un tunnel routier reliant Taipei et Yilan. À son ouverture le 16 juin 2006, il s'agit du plus long tunnel d'Asie et du 4e plus long du monde, avec une longueur de 12,90 kilomètres.

## Quelques chiffres
- La construction du tunnel aura coûté 2,20 milliards d'euros.
- 25 ouvriers sont morts dans des accidents pendant les travaux.
- Les deux villes seront maintenant à 40 minutes de voiture, contre 2 heures précédemment.

## Localisation
- entrée nord-ouest : 24° 56′ 19″ N, 121° 42′ 54″ E
- entrée sud-est : 24° 50′ 52″ N, 121° 47′ 28″ E